# Brenda Wehle
Brenda Wehle est une actrice américaine née le 28 juin 1946 à Washington.

## Filmographie

### Cinéma
- 1998 : Soldier : Hawkins
- 1999 : American Beauty
- 2000 : Attention Shoppers : Rita
- 2002 : Bug : Mme Chambers
- 2007 : First Born : Infirmière Brenda
- 2010 : Goldstar, Ohio : Carole Hoffman
- 2010 : Laisse-moi entrer : la principale
- 2013 : Kill Your Darlings
- 2014 : Un amour d'hiver : la gouverneuse
- 2014 : St. Vincent : Juge Reynolds
- 2015 : Chronic : Mildred
- 2017 : XX : Principale Jenks
- 2017 : Woman Walks Ahead : Anna Maria Valentine

### Télévision
- 1997 : Cracker : la victime (1 épisode)
- 1997 : Chicago Hope : La Vie à tout prix : la serveuse (1 épisode)
- 1997-1999 : La Vie à cinq : Dr Stephanie Rabin (8 épisodes)
- 1999 : Associées pour la loi (1 épisode)
- 2000 : Gideon's Crossing : Teddy Green (1 épisode)
- 2001-2002 : Malcolm : Lavernia (7 épisodes)
- 2002 : Sur le chemin de la guerre : Juanita Roberts
- 2003 : Mes plus belles années : Infirmière Chadwick (1 épisode)
- 2004 : Amy : Maître Hamilton (1 épisode)
- 2004-2005 : Jack et Bobby : Courtney McCallister (5 épisodes)
- 2005 : Boston Justice : Juge O'Keefe
- 2005 : Preuve à l'appui : la mère supérieure
- 2006 : New York, police judiciaire : Juge Valérie Shaw (1 épisode)
- 2007 : 24 Heures chrono : une secrétaire (1 épisode)
- 2007 : Cold Case : Affaires classées : Linda Boyka (1 épisode)
- 2008-2009 : Eli Stone : Juge Katrina Salvaty (2 épisodes)
- 2011 : Mildred Pierce : Mme Turner (2 épisodes)
- 2019 : NOS4A2 : Mme Myers (2 épisodes)
- 2021 : Histoire de Lisey : Angela (1 épisode)
- 2022 : The Gilded Age : Mme Armstrong (1 épisode)

## Voix françaises
- Frédérique Cantrel dans :
  - Mildred Pierce (2011)
  - The Gilded Age (2022)

- Anne Ludovik dans Malcolm (2001-2002)
- Sylvie Ferrari dans NOS4A2 (2019)